# Iultin
Iultin (ryska Иультин) var en ort i den autonoma regionen Tjuktjien i Ryssland. Folkmängden uppgick till 5 301 invånare vid folkräkningen 1989. Staden avvecklades 1995, och räknas numera som spökstad.

## Historia
Iultin grundades 1937, när gruvbrytning påbörjades i området. Tenn och volfram bröts i området. Orten hade i början inga förbindelser och försörjdes med traktorkonvoj. 1946 anlades hamnstaden Egvekinot och väg byggdes till Iultin.
Staden växte i betydelse och invånarantal, men när Sovjetunionen kollapsade blev det uppenbart hur dyr försörjningen av stadens invånare var. 1995 utfärdade Rysslands premiärminister Viktor Tjernomyrdin ett dekret om att staden skulle läggas ner. Några invånare vägrade flytta, men vid folkräkningen 2002 fanns inga registrerade invånare kvar.